# 明日のBlue wing
「明日のBlue wing」（あすのブルー・ウィング）は、小枝（さえ）の2枚目のシングル。2004年2月25日にLantisから発売された。

## 内容
UHFアニメ『光と水のダフネ』オープニングテーマ。作曲はいずれもビーイング系作家が担当した。

## 収録曲
（全作詞：畑亜貴）
1. 明日のBlue wing
作曲・編曲：大島こうすけ
2. COLORING SKY
作曲：小澤正澄、編曲：munetoshi
3. 明日のBlue wing(inst.)
4. COLORING SKY(inst.)